# Shervon Jack
Shervon Jack (sinh ngày 6 tháng 11 năm 1986) là một cầu thủ bóng đá người Saint Lucia thi đấu ở vị trí hậu vệ cho Northern United All Stars ở Saint Lucia Gold Division. Trước đó anh thi đấu cho Joe Public ở TT Pro League và cho South East Castries ở Saint Lucia Gold Division.
Jack ra mắt quốc tế cho Saint Lucia khi đá chính trước Quần đảo Turks và Caicos trong thất bại 2–1 tại vòng loại World Cup 2010 vào ngày 6 tháng 2 năm 2008. His second cap was against Quần đảo Turks và Caicos again in the second leg of qualifying in the 2–0 victory, when he came on as a sub in the 89th minute vào ngày 26 tháng 3 năm 2008.